# Thurnstein
Thurnstein ist ein Gemeindeteil der Gemeinde Postmünster im niederbayerischen Landkreis Rottal-Inn.

## Lage
Der Weiler Thurnstein liegt etwas südöstlich von Postmünster und besteht vorwiegend aus dem Schloss und seinen Nebengebäuden.

## Geschichte
Im dritten bayerischen Herzogsurbar wird erwähnt, dass ein Dimarus von Heinrich von Postmünster eine Hube in hove (Oberhof = Thurnstein) erhielt. Die Burg Thurnstein, später Schloss war Sitz der Herren über die Hofmark Postmünster-Thurnstein. Von 1508 bis etwa 1597 war Postmünster-Thurnstein in den Händen der Paulsdorffer. Nach mehreren Besitzerwechseln und der Ersteigerung  nach 1648 herrschte hier bis 1661 die Familie Strobel, der die Familie Imsland folgte. Nach 1730 kam das Gut auf die Gant und wurde vor 1750 von den Grafen zu Goder erworben.
Nach dem Tod des letzten Grafen zu Goder am 1. März 1789 fielen die Güter an dessen Schwester, die am 9. August 1792 starb, dann an deren Töchter. 1818 wurde der Besitz durch die Freifrau von Venningen ersteigert, die ihn 1836 an den königlichen Kämmerer Ludwig Graf von Geldern-Egmont verkaufte. Heute befindet sich Thurnstein im Besitz der Familie der Grafen Basselet de la Rosée. Thurnstein war von Beginn an ein Teil der anfangs nur fünf, heute 153 Ortsteile umfassenden Gemeinde Postmünster.

## Sehenswürdigkeiten
- Schloss Thurnstein. Die barocke Dreiflügelanlage wurde um 1689 über Resten der mittelalterlichen Burg erbaut.
- Schlosskirche Maria Heimsuchung. Das klassizistische Bauwerk entstand ab 1782 unter Verwendung der Mauern des Vorgängerbaus.
- Schlosspark. Er wurde 1852/1853 als Englischer Garten durch Carl Effner angelegt.